# نامه عاشقانه (فیلم ۱۹۸۵)
«نامه عاشقانه» (انگلیسی: Love Letter (1985 film)) یک فیلم است که در سال ۱۹۸۵ منتشر شد. از بازیگران آن می‌توان به میتسوکو بایشو اشاره کرد.